# Lekythos

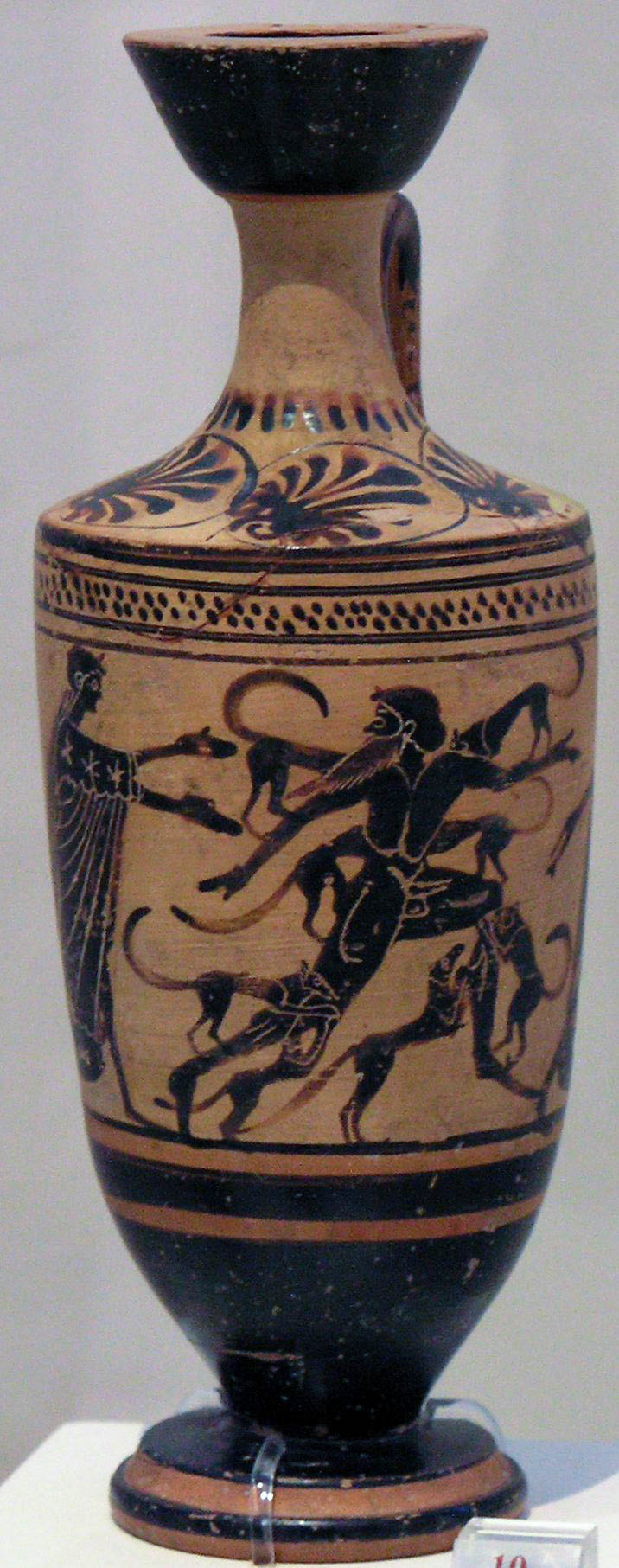
Lekythos di forma standard.

La lékythos (in greco antico: λήκυθος?; plurale lékythoi, λήκυθοι), in italiano lecito (/ˈlɛt͡ʃito/), è un vaso dal corpo allungato, stretto collo con un'unica ansa e ampio orlo svasato. Era utilizzato nella Grecia antica e nelle zone magno-greche per conservare e versare olio profumato e unguenti, era impiegato dagli atleti, nelle cerimonie funebri e come segnacolo sepolcrale. La principale funzione del vaso, conservazione e aspersione di olio, ha determinato l'evolversi e lo stabilizzarsi della forma, dotata di collo stretto che limita la fuoriuscita del contenuto e orlo adatto ad impedirne lo spreco. Il termine era impiegato in antichità per ogni tipologia vascolare destinata a questo stesso uso, compreso l'ariballo, la distinzione tra le forme è una convenzione della nomenclatura moderna.

## Evoluzione della forma

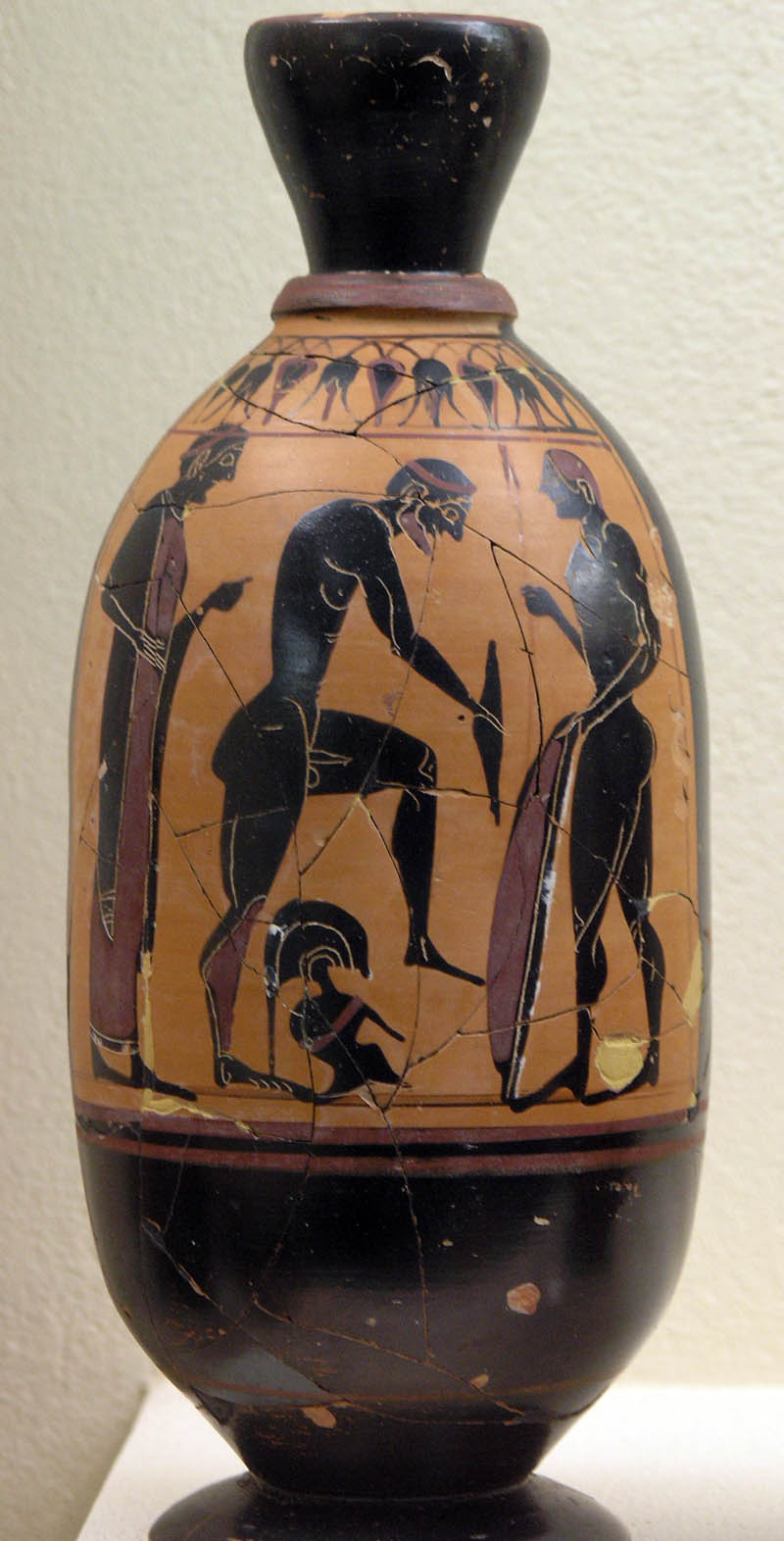
Lekythos della variante a profilo continuo detta Deianeira.

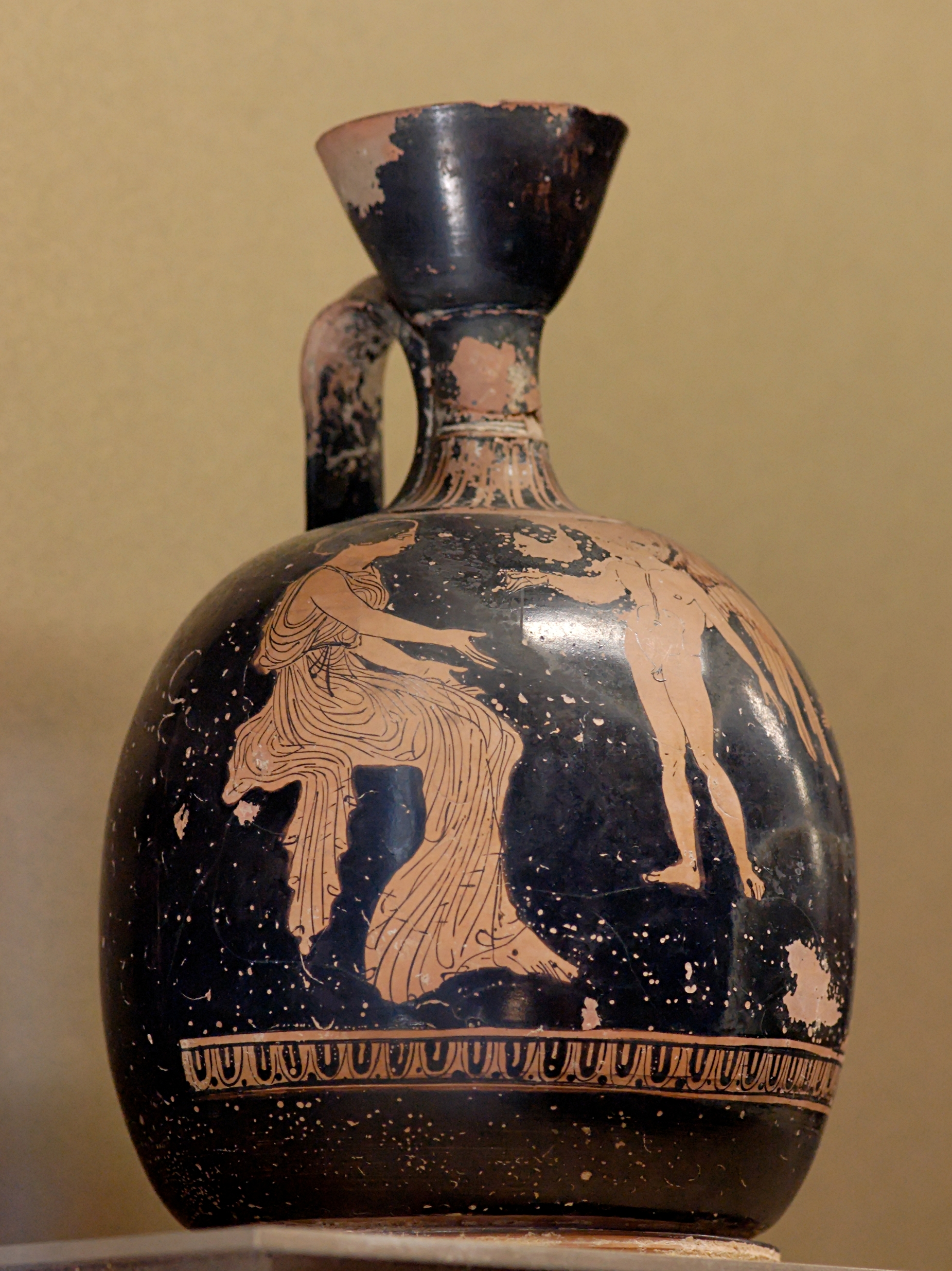
Lekythos ariballica (squat lekythos). Parigi, Museo del Louvre CA1727.

La forma vascolare comparve alla fine dell'epoca micenea e venne utilizzata ancora dai ceramisti italioti nel III secolo a.C.
La lekythos protogeometrica venne sostituita in epoca geometrica dalla oinochoe globulare, ma ricomparve in Attica all'inizio del VI secolo a.C. in due forme distinte, una simile alla forma corinzia detta "lekythos ariballica" per la somiglianza con il corpo globulare dell'ariballo, la seconda forse derivata dall'alabastron corinzio, con corpo ovale e anello plastico intorno al collo (detta Deianeira). La spalla, a partire dalla metà del VI secolo a.C., esattamente come accadde ad altre forme vascolari come l'hydria e l'anfora a collo distinto, si distinse dal corpo assumendo un andamento orizzontale e leggermente concavo. Questa forma si sviluppò fino ad assumere la conformazione standard della lekythos alla fine del secolo, con orlo evidente e a forma di calice, corpo cilindrico e piede a echino rovesciato: la lekythos che, nella seconda metà del V secolo a.C. venne adottata per le lekythoi a fondo bianco a destinazione funeraria. Questa tipologia era frequentemente dotata di una piccola camera interna che permetteva l'utilizzo di una piccola quantità di olio, quella sufficiente per una offerta funeraria. Nel periodo delle figure rosse venne prodotta (a partire dalla fine del VI secolo a.C., ma popolare solo alla fine del V e all'inizio del IV) una nuova versione della lekythos ariballica (squat lekythos), dove tornò la modanatura ad anello a separare il collo dalla spalla.

## Funzione

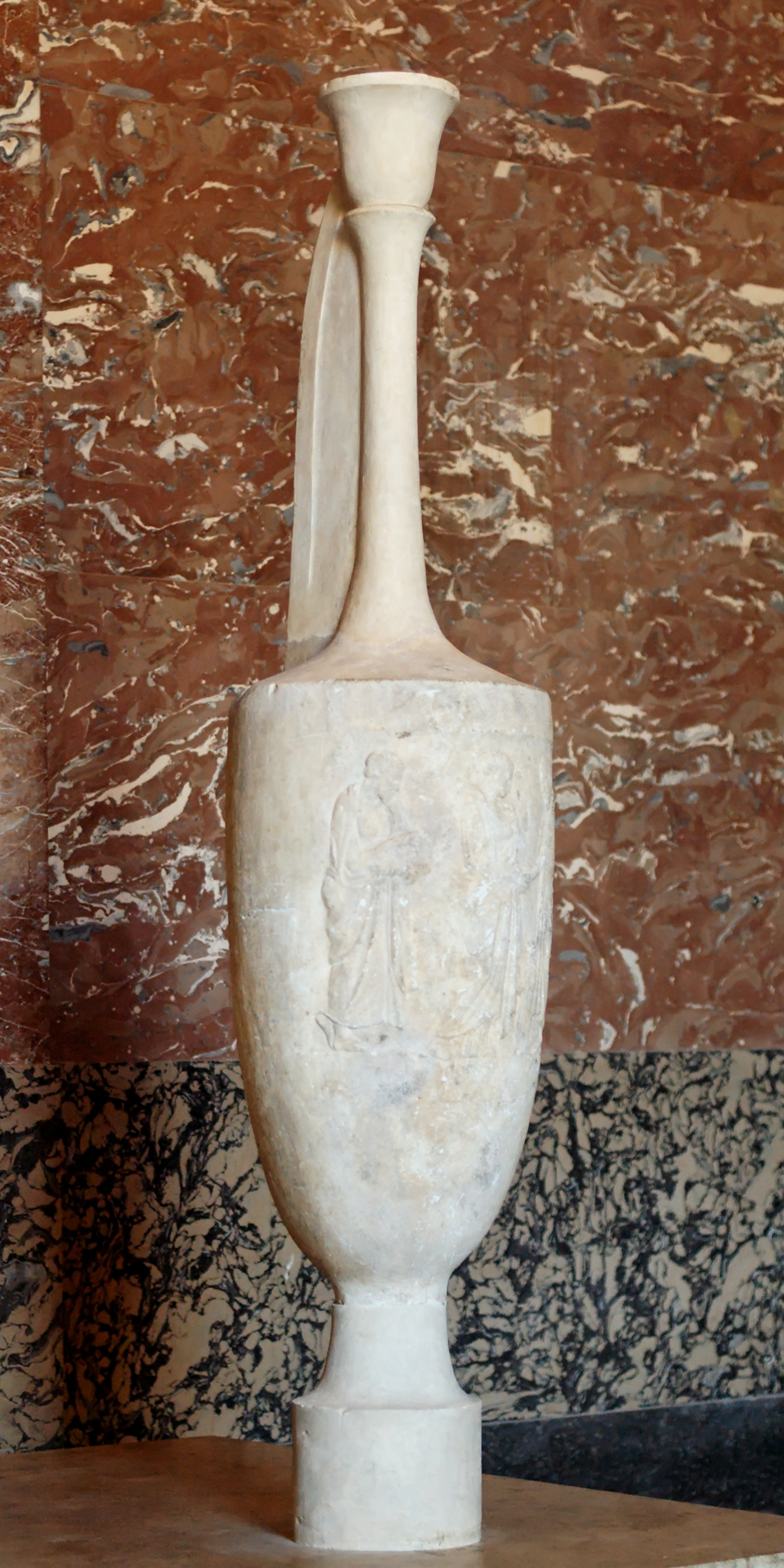
Lekythos funeraria in marmo. Louvre Ma3403.

In funzione di segnacoli sepolcrali furono usati spesso semplici vasi fittili e poi, nella seconda metà del V secolo a.C., marmorei. Tra le testimonianze più antiche vi sono i grandi vasi di stile geometrico (VIII secolo a.C.) rinvenuti nel cimitero del Dipylon ad Atene. Questa consuetudine vede la sua maggiore diffusione tra VI e IV secolo a.C., continuando nel mondo greco fino all'età imperiale romana. Tra le forme più utilizzate vi erano proprio la lekythos e la loutrophòros; quest'ultima era un alto vaso a due anse usato per contenere acqua, in particolare quella del bagno nuziale, che distingueva le tombe degli adolescenti morti prima delle nozze. In conseguenza del prevalente uso funerario, furono eseguite anche lekythoi in marmo, con rilievi, che venivano deposte sulle tombe.

## Lekythoi a fondo bianco

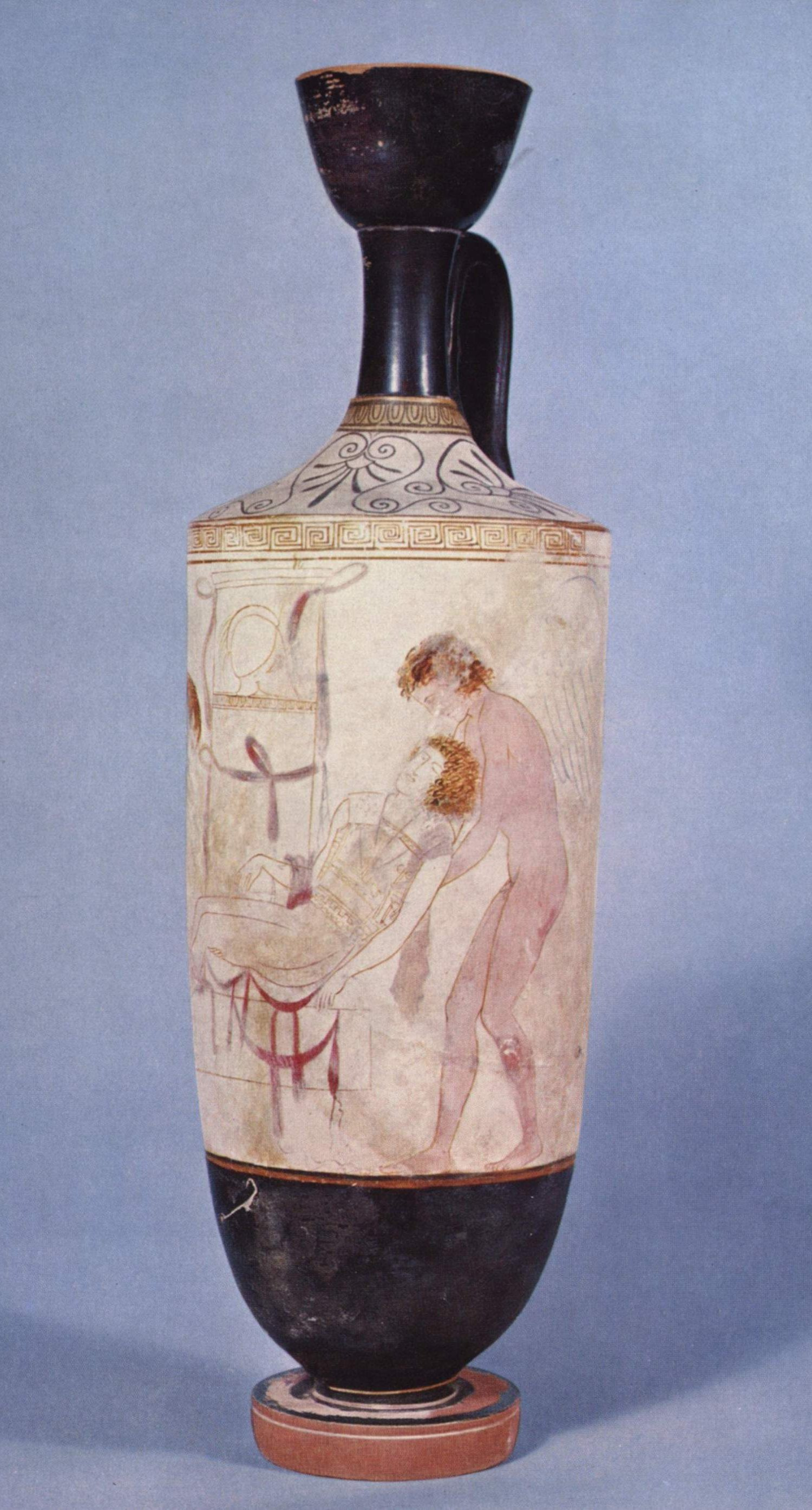
Lekythos a fondo bianco. British Museum Vase D56.

Questi piccoli flaconi di forma cilindrica a collo stretto si moltiplicarono a partire dalla metà del V secolo a.C. Disegnate in un primo momento al tratto su fondo avorio, si arricchirono progressivamente di colori vivi. Per S. Karouzou si trattò dei più nobili prodotti dell'arte greca, per le loro forme stabili e slanciate, per la qualità del disegno e per l'intensità emotiva che riuscirono ad esprimere i personaggi rappresentati su di esse. Il Museo Archeologico Nazionale di Atene possiede la collezione più ricca al mondo di lekythoi.
Lo stile delle lekythoi si suddivide convenzionalmente in quattro fasi:
- la prima fase di transizione fra stile a figure nere e stile a figure rosse
- la cosiddetta fase a vernice nera.
- la fase dell'età di Pericle (450-430 a.C.)
- la fase finale (430-400 a.C.)

I pittori anonimi che le hanno decorate vengono designati con il nome della loro opera più nota o di una particolarità stilistica che li contraddistinse. Tra i più importanti si annoverano:
- il Pittore di Achille, che fu considerato uno dei più abili e fini decoratori della metà del V secolo a.C. Il suo nome deriva da una delle sue migliori opere, l'anfora del Vaticano su cui è rappresentato Achille.
- il Pittore di Charon.
- il Pittore del canneto, attivo nell'ultimo quarto del V secolo a.C., più giovane degli altri, attorno al cui lavoro sono state riunite le ventidue lekythoi del Gruppo R (Reed group, o Gruppo del canneto).[7]